# Milly Buonanno
Pour les articles homonymes, voir Buonanno.
Milly Buonanno est une sociologue italienne, parmi les premiers universitaires italiens à s’occuper de classifier le domaine journalistique et à étudier la production de séries télévisées.

## Biographie
Diplômée en lettres de l’Université de Rome « La Sapienza », elle est maintenant professeure titulaire en sociologie des processus culturels et de communications, auprès de la même université, après plusieurs années passées à la faculté de science politique Cesare Alfieri di Sostegno de l’Université de Florence.
Dans les années 80 elle fait partie du département de littérature anglaise de l’Université de Naples “L’Orientale”. En compagnie de Lidia Curti et de Dan Chambres, elle introduit le concept d’Anthropologie culturelle en Italie.
En 1986, avec son compagnon Giovanni Bechelloni, elle fonde l’Osservatorio sulla fiction italiana (en français : « Observatoire de la fiction italienne ») et l’association « Il Campo » (en français : « Le Champ ») qui est administrée par l’Osservatorio. Elle coordonne également le projet d’étude de l’industrie télévisuelle EuroFiction, projet également administré par l'Osservatorio. Elle dirige le « laboratoire avancé de création et production de fictions télévisuelles », établi à Milan à la Scuola nazionale di cinema (en français : « École nationale italienne du cinéma »).
Elle a également enseigné à l'Université de Naples “Frédéric II” et à l'Université de Salerne.

## Champs d’études
Ses champs d'intérêts, à part les séries télévisées,  tournent autour de l'évolution du style journalistique par rapport à l'influence de la télévision et des nouveaux médias, avec une attention particulière portée au sensationnalisme des informations (d'où le néologisme faction, né d'une fusion des mots anglais fact (signifiant un fait) et fiction), ainsi qu'aux rôles des femmes. Milly Buonanno est une des pionnières des efforts de classification des études sociologiques et de communincations.

## Publications
- (it) 1975 Naturale come sei. Indagine sulla stampa femminile in Italia, Guaraldi  (en français : Naturelle comme vous. Enquête sur la presse féminine en Italie)
- (it) 1978 Le donne e la stampa (en français : Les femmes et la presse)
- (it) 1983 Cultura di massa e identità femminile. L'immagine della donna in televisione, RAI-ERI (en français : Culture de masse et identité féminine. L'image des femmes à la télévision)
- (it) 1985 Matrimonio e famiglia. Ricerca sui racconti televisivi, ERI-RAI - VPT (en français : Mariage et famille. Recherche sur les séries télévisées)
- (it) 1988 L'élite senza sapere (en français : L'élite sans savoir)
- (it) 1994 Narrami o diva. Studi sull’immaginario televisivo (en français : Raconte-moi, Ô diva. Études sur l'imaginaire télévisé)
- (it) 1996 La Piovra. La carriera politica di una fiction popolare, Costa & Nolan (en français : La Pieuvre. La carrière politique d'une fiction populaire)
- (it) 1996 Leggere la fiction. Narrami o diva rivisitata, Liguori, (en français : Lire la fiction. Raconte-moi, Ô diva revisitée)
- (en) 1997 Television faction and identities (en français : « Faction » télé et identité)
- (en) 1998 Imaginary dreamscapes (en français : Paysages oniriques imaginaires)
- (es) 1999 El drama televisivo (en français : Le drame télévisé)
- (it) 1999 Faction. Soggetti mobili e generi ibridi nel giornalismo italiano degli anni novanta, Liguori, (en français : « Faction ». Sujets mobiles et genres hybrides du journalisme italien des années 90)
- (it) 2002 Le formule del racconto televisivo, Sansoni (en français : Les formules de la série télévisée)
- (it) 2003 Visibilità senza potere. Le sorti progressive ma non magnifiche delle donne giornaliste in Italia, Liguori, (en français : Visibilité sans pouvoir. L'arrivée progressive mais sans éclat des femmes journalistes en Italie)
- (it) 2004 Realtà multiple, Liguori, (en français : Réalité multiple)
- (it) 2005 Controcorrente. Altri modi di vedere la televisione, MediaScape, (en français : À contre-courant. D'autres façons de voir la télévision)
- (it) 2006 Le età della televisione, Laterza, (en français : Les âges de la télévision)

## Source
- (it) Cet article est partiellement ou en totalité issu de l’article de Wikipédia en italien intitulé « Milly Buonanno » (voir la liste des auteurs).